# Friedrich Uhl (Journalist)

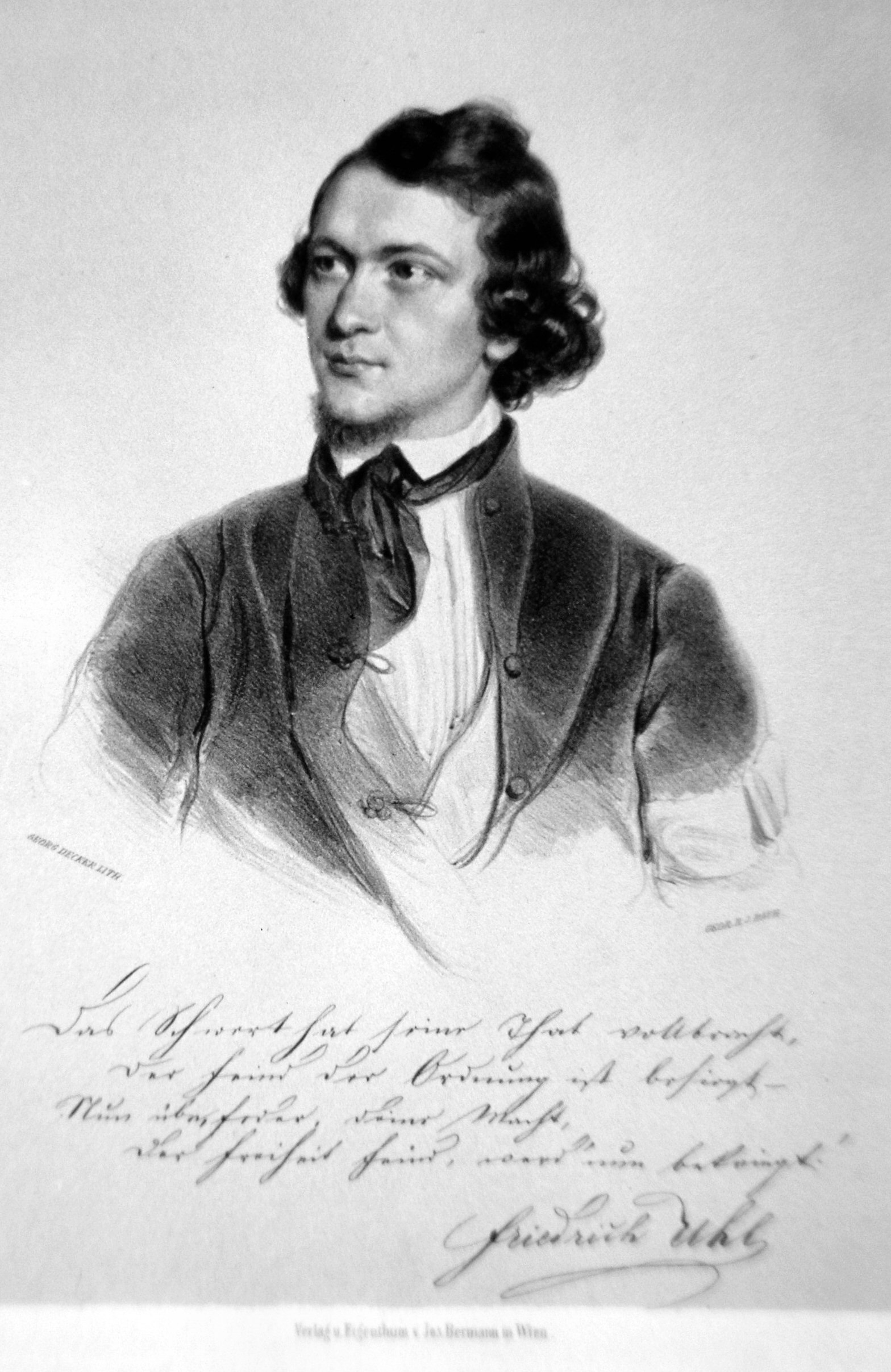
Friedrich Uhl, Lithographie von Georg Decker, ca. 1848

Friedrich Uhl (* 14. Mai 1825 in Teschen; † 20. Jänner 1906 in Mondsee) war ein österreichischer Journalist und Schriftsteller. Er war ab 1872 Chefredakteur der Wiener Zeitung.

## Leben
Friedrich Uhl wurde als Sohn eines Gutsverwalters und späteren Schauspielers sowie einer Kaufmannstochter geboren. Er besuchte zunächst die Gymnasien in Teschen und Troppau, von 1842 bis 1844 studierte an der Universität Wien Philologie. 1845 debütierte er mit einer „Schlesischen Dorfgeschichte“ in den Sonntagsblättern, wo in der Folge größere Arbeiten als Fortsetzungen veröffentlicht wurden, beispielsweise das „Märchen aus dem Weichselthale“. Neben Franz Tuvora war er Mitarbeiter der Zeitung „Der Volksfreund“, wo er im September 1848 für die Freiheit journalistischer Berichterstattung eintrat. Nach eigenen Angaben war er nach dem Ende der Revolution nicht mehr mit politischem Journalismus befasst.
Mitte der 1850er-Jahre begann er als Journalist bei der Tageszeitung Die Presse von August Zang, wo er im Feuilleton tätig war und das Referat bildende Kunst und die Theaterkritik übernahm. 1859 war er einer der Mitbegründer des Presseclubs Concordia. 1863 heiratete er Marie Reischl (* 1845). 1862 wechselte er zur Tageszeitung „Der Botschafter“ und war dort bis zur Einstellung der Zeitung nach dem Rücktritt von Anton von Schmerling im Jahr 1865 Chefredakteur. Anschließend war er als freier Schriftsteller tätig und ging zur Neuen Freien Presse, wo er 1866 als Kriegsberichterstatter im österreichischen Hauptquartier tätig war. 1870 wurde er in die Kommission zur Vorbereitung der Weltausstellung 1873 berufen.
Ab Oktober 1872 war er provisorischer und ab 1875 definitiver Chefredakteur der Wiener Zeitung, für die er unter anderem zahlreiche Feuilletons sowie Theater- und Opernkritiken schrieb. 1900 wurde er auf Initiative des Thronfolgers Franz Ferdinand von Österreich-Este abgelöst. Uhl zog sich in seine Villa nach Mondsee zurück, bis 1904 erschienen seine Kritiken aber weiter in der Wiener Zeitung.

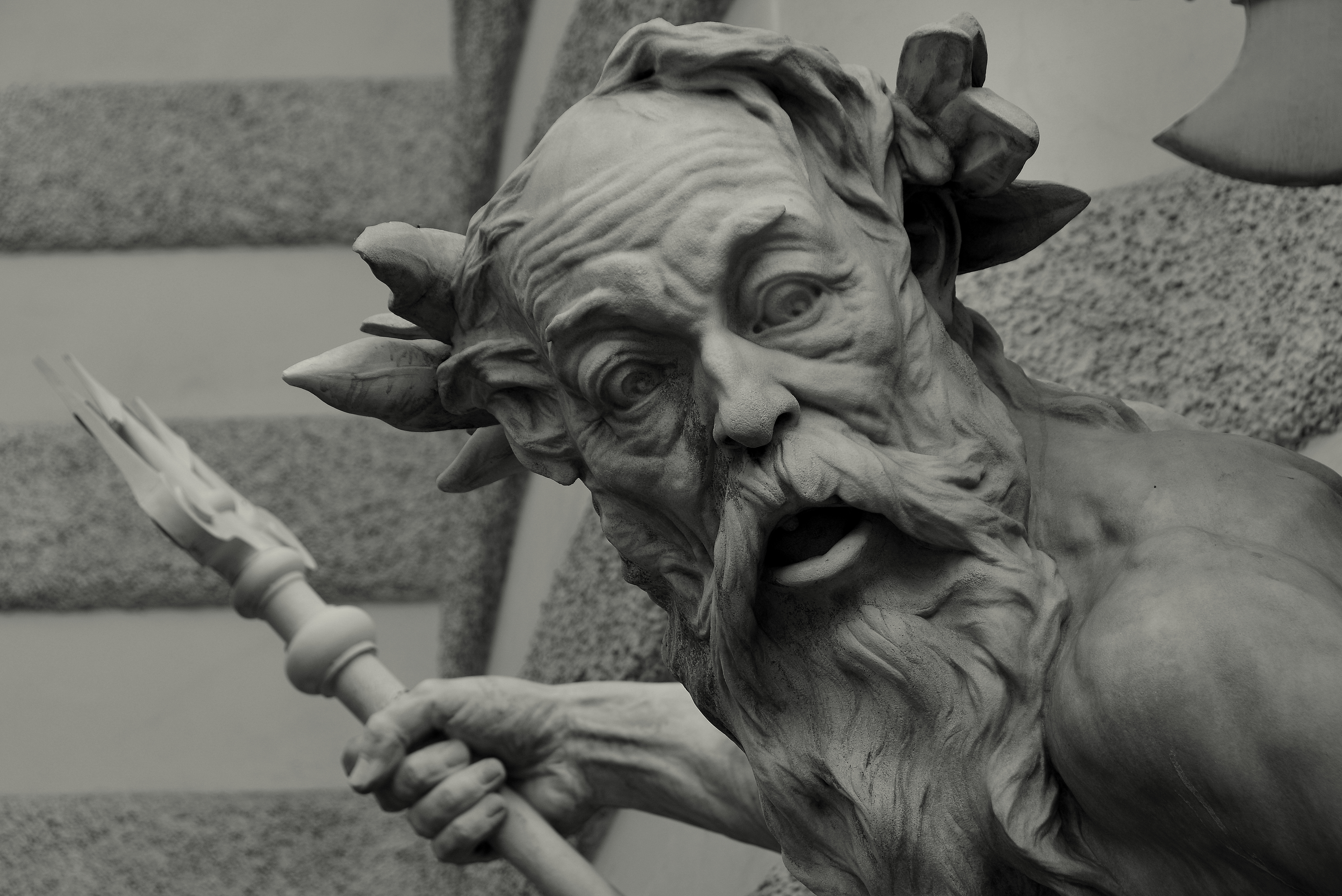
Neptunfigur als Teil des Brunnens Macht zur See

Laut Wiener Zeitung soll die Neptunfigur des Brunnens Macht zur See an der Fassade des Michaelertrakts der Hofburg das Konterfei von Friedrich Uhl zeigen. Eine der beiden Töchter von Friedrich Uhl, die Journalistin und Schriftstellerin Marie Weyr (1864–1903), war mit dem Bildhauer Rudolf Weyr verheiratet. Die zweite Tochter Frida Strindberg war mit dem Dramatiker August Strindberg verheiratet.

## Werke (Auswahl)
- Märchen aus dem Weichselthale. Wien 1847
- 1848: Aus dem Banate
- 1851: An der Theiß
- 1863–64: Die Theaterprinzessin, 3 Bände
- 1878: Das Haus Fragstein
- 1880: Die Botschafterin, 2 Bände
- 1887: Farbenrausch, 2 Bände
- 1908: Aus meinem Leben (posthume Veröffentlichung)

## Auszeichnungen
- 1872: Ernennung zum Regierungsrat
- 1874: Ritter des Ordens der Eisernen Krone III. Klasse
- 1900: Ritter des Leopold-Ordens
- 1900: Ernennung zum Hofrat